# Iasnîska, Iavoriv
Iasnîska (în ucraineană Ясниська) este localitatea de reședință a comunei Iasnîska din raionul Iavoriv, regiunea Liov, Ucraina.

## Demografie
Componența lingvistică a localității Iasnîska
     Ucraineană (99,21%)
     Alte limbi (0,39%)
Conform recensământului din 2001, majoritatea populației localității Iasnîska era vorbitoare de ucraineană (99,21%), existând în minoritate și vorbitori de alte limbi.